# Freedom (jeu vidéo)
Pour les articles homonymes, voir Freedom.
 (juillet 2017).
Si vous disposez d'ouvrages ou d'articles de référence ou si vous connaissez des sites web de qualité traitant du thème abordé ici, merci de compléter l'article en donnant les références utiles à sa vérifiabilité et en les liant à la section « Notes et références ».
Freedom : Les Guerriers de l'ombre est un jeu vidéo d'aventure créé par Muriel Tramis et Patrick Chamoiseau, édité par Coktel Vision en 1988 sur Amiga et Atari ST. Les deux mêmes auteurs avaient précédemment créé Méwilo en 1987. 
Freedom prend pour cadre l'histoire tourmentée des Antilles françaises du XVIIIe siècle. Esclave dans une plantation martiniquaise, le héros doit mener la révolte pour tenter de recouvrer la liberté.

## Synopsis
Extrait de l'introduction du jeu :
« Sur la florissante habitation Grand-Parnasse la nuit s'étend. Abandonnant les cabrouets de canne, les esclaves ont regagnés leurs cases sous la férule de leur commandeur... Tandis que le maître sirote son rhum sous la véranda, le gérant se frotte les mains : l'habitation opère des profits considérables. L'économe termine ses écritures : 200 fûts de sucres s'entassent dans les bâtiments. Le commandeur est inquiet. Les coups de fouet ne suffisent plus à maintenir la cadence aux champs. Une rumeur de révolte souffle sur la rue case-nègres ! Mais qui oserait prendre la tête d'une rébellion ? »

## Système de jeu
Freedom est un jeu d'aventure qui combine des éléments du jeu de stratégie, du jeu de rôle et du jeu de combat. Le personnage principal est un esclave noir rebelle d'une plantation de canne à sucre. Il dispose d'une nuit pour s'échapper avec l'aide d'autres esclaves.

### Aspect jeu de rôle
Au début du jeu, le joueur doit choisir entre quatre personnages, deux hommes (Makandal et Sechou) et deux femmes (Solitude et Delia), qui ont différentes aptitudes (la constitution, le charisme et la dextérité) et compétences (escalade, incendie, crochetage). L’écran principal est une carte de la plantation vue du dessus, où le personnage doit éviter la patrouille des chiens de garde. La phase de recrutement est importante afin de convaincre les autres esclaves de se révolter. 

### Aspect stratégie
Si on est trop nombreux, le taux de discrétion diminue dangereusement et on risque d'être repéré. On peut choisir d'empoisonner les chiens avant d'être repérés. On a la possibilité de mettre le feu aux champs ou aux entrepôts pour détourner l'attention des poursuivants. Si on parvient à les soudoyer, on peut bénéficier de conseils du médecin ou du sorcier. Ils peuvent guérir les blessures occasionnés par les chiens ou les hommes. 

### Aspect jeu de combat
Si on se fait repérer par les chiens, soit ils donnent l’alerte en aboyant, soit ils attaquent. Quand ils le font, l'écran passe à la première personne où on doit éviter d'être mordu et tué par l'animal. 
Si on est repéré par le commandeur ou l’économe, on peut l’affronter ou tenter de fuir. Si on décide de lui faire face, l'écran bascule sur une vision latérale des combattants avec deux barres d’énergie. Si on gagne, on a le choix de tuer la personne ou la maintenir en captivité.

## Équipe de développement
- Concept : Muriel Tramis
- Textes : Patrick Chamoiseau
- Graphismes : Catherine Chapouille, Yannick Chosse, Philippe Truca
- Programmation : M.D.O. (Inférence), notamment Roland Lacoste (CPC)
- Musique : François Peirano

## À noter
- Le jeu est sous-titré Die Krieger des Schattens en Allemagne, Los Guerreros de la Noche en Espagne et Rebels in the Darkness en Grande-Bretagne.